# Contea di Barry (Michigan)
La contea di Barry, in inglese Barry County, è una contea dello Stato del Michigan, negli Stati Uniti. La popolazione al censimento del 2000 era di 56 755 abitanti. Il capoluogo di contea è Hastings.